# Dom de Beern
Dom de Beern (* 17. Juni 1927 in Hamburg; † 29. März 1988 in Düsseldorf) war ein deutscher Film- und Theaterschauspieler.
De Beern wurde als Sohn eines Holländers in Hamburg geboren. Nachdem er die Schule absolvierte und ein Studium des Chemieingenieurwesen in Hamburg aufnahm, entschied er sich gegen eine Laufbahn als Akademiker und für die Schauspielerei. Bei den Hamburger Kammerspielen ließ er sich von Ida Ehre und Richard Münch zum Darsteller ausbilden, ehe er über Theaterengagements in Hamburg, Bremen und Basel 1957 an das Deutsche Theater Berlin kam. 
Neben seiner dreijährigen Tätigkeit am Deutschen Theater in Berlin, arbeitete de Beern in zahlreichen Film- und Fernsehproduktionen des DFF und der DEFA mit, ehe ihm mit dem Bau der Berliner Mauer die Filmarbeit in ostdeutschen Produktionen unmöglich gemacht wurde. Es folgte ein Theaterengagement in Bern, ehe er fast 25 Jahre Ensemblemitglied des Düsseldorfer Schauspielhauses wurde. 

## Filmografie (Auswahl)
- 1958: Tatort Berlin
- 1958: Senta auf Abwegen
- 1958: Geschwader Fledermaus
- 1958: Das Lied der Matrosen
- 1959: Weimarer Pitaval: Der Fall Harry Domela (Fernsehreihe)
- 1959: Ware für Katalonien
- 1960: Fünf Patronenhülsen
- 1960: Flucht aus der Hölle (Fernsehmehrteiler)
- 1960: Toter Winkel (Fernsehfilm)
- 1960: Schritt für Schritt
- 1966: Schonzeit für Füchse
- 1966: Hafenpolizei (Fernsehserie) – Abenteuer am Sonnabend
- 1986: Andorra (Fernsehfilm)

## Theater
- 1957: Emmanuel Roblès: Montserrat (Antonanzas) – Regie: Ernst Kahler (Deutsches Theater Berlin – Kammerspiele)

## Hörspiele
- 1960: Rolf Schneider: Der dritte Kreuzzug oder Die wundersame Geschichte des Ritters Kunifried von Raupenbiel und seine Aventiuren – Regie: Wolfgang Brunecker (Hörspiel – Rundfunk der DDR)